# Thimister-Clermont
Thimister-Clermont (prononcé : /timistɛʁ klɛʁmɔ̃/ ; en wallon Timister-Clairmont) est une commune francophone de Belgique située en Région wallonne dans la province de Liège.
La commune fait partie intégrante du pays de Herve et l'on y fabrique les produits locaux dont le cidre, spécialité de la localité. Son altitude varie de 170 à 347 m.

## Géographie

### Sections de commune
| # | Nom       | Superf. (km²) | Habitants (2020) | Habitants par km² | Code INS |
| - | --------- | ------------- | ---------------- | ----------------- | -------- |
| 1 | Thimister | 11,53         | 3.231            | 280               | 63089A   |
| 2 | Clermont  | 17,12         | 2.449            | 143               | 63089B   |

### Villages compris dans la commune
- Clermont-sur-Berwinne
- Crawhez
- Elsaute
- Froidthier
- La Minerie
- Thimister

## Démographie

### Démographie: Commune fusionnée
En tenant compte des anciennes communes entraînées dans la fusion de communes de 1977, on peut dresser l'évolution suivante :
Les chiffres des années 1831 à 1970 tiennent compte des chiffres des anciennes communes fusionnées.
- Source : DGS , de 1831 à 1981=recensements population; à partir de 1990 = nombre d'habitants chaque 1 janvier[1]

## Héraldique
|  | La commune possède des armoiries qui lui ont été octroyées le 27 juillet 1962. Ce sont celles de la famille médiévale Scavedris, seigneurs de Clermont jusque 1406. Le sceau de Clermont, employé depuis la fin du XVIIIe siècle, montrait le saint-patron du village, Saint-Jacques. Mais en 1962, la commune a opté pour les armoiries familiales actuelles. Blasonnement : D'or à la croix engrêlée de sable. Source du blasonnement : Armorial des communes de la province de Liège, Heraldy of the World. |

## Politique et administration

### Collège et conseil communal 2024-2030
| Collège communal   |                          |                                              |
| ------------------ | ------------------------ | -------------------------------------------- |
| Bourgmestre        | Alice Jacquinet          | Entente des Intérêts Communaux               |
| 1er Échevin        | Lambert Demonceau        | MR - Entente des Intérêts Communaux          |
| 2e Échevin         | Guillaume Dheur          | Entente des Intérêts Communaux               |
| 3e Échevin         | Christophe Demoulin      | Les Engagés - Entente des Intérêts Communaux |
| 4e Échevin         | Christian Baguette       | Entente des Intérêts Communaux               |
| Présidente du CPAS | Christine Charlier-André | Entente des Intérêts Communaux               |

## Patrimoine et culture

### Patrimoine architectural
- Liste du patrimoine immobilier classé de Thimister-Clermont

## Photographies

### Clermont

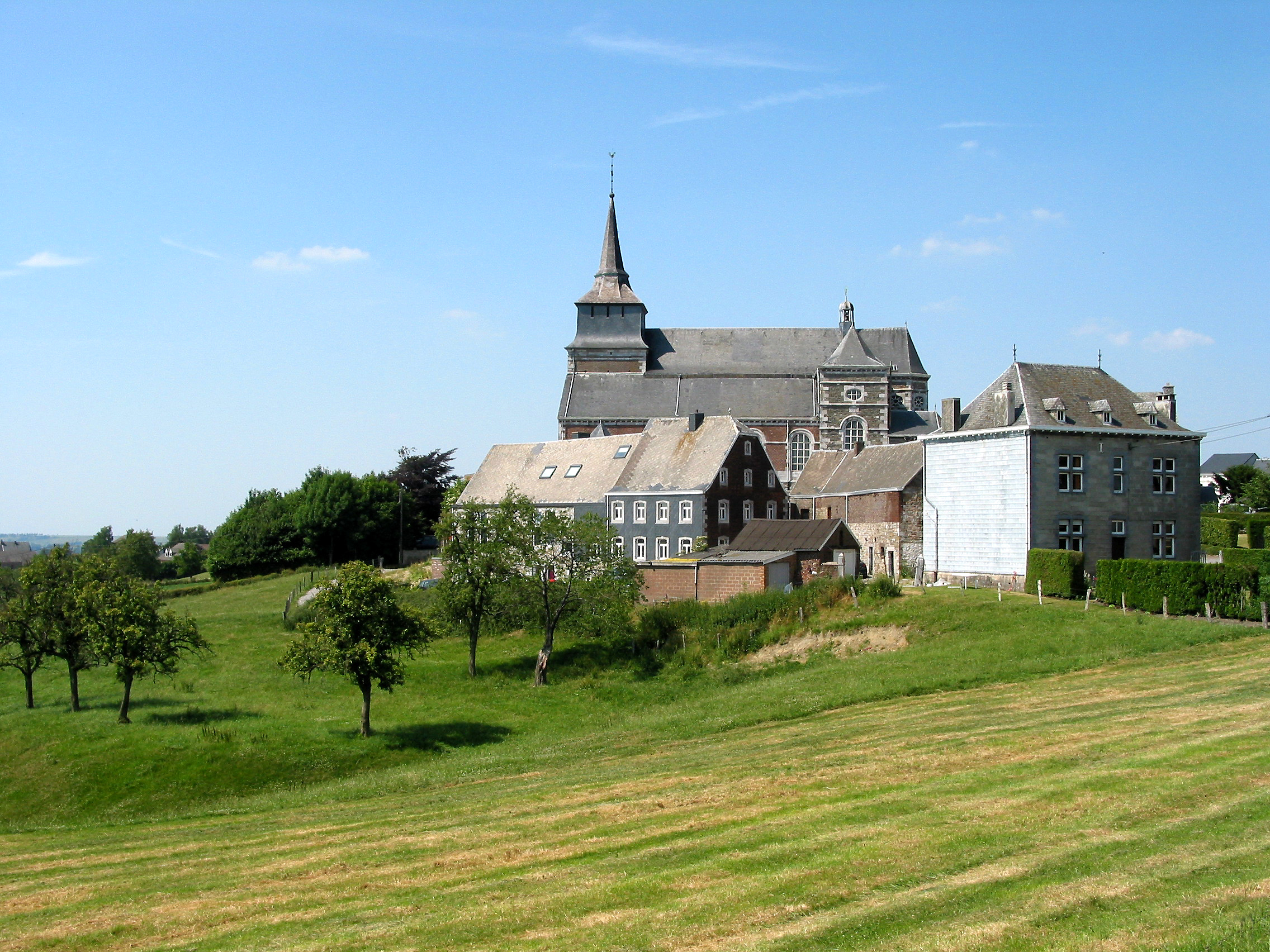
L'église St-Jacques-le-Majeur (XVIIIe siècle) et les vieilles maisons du village.
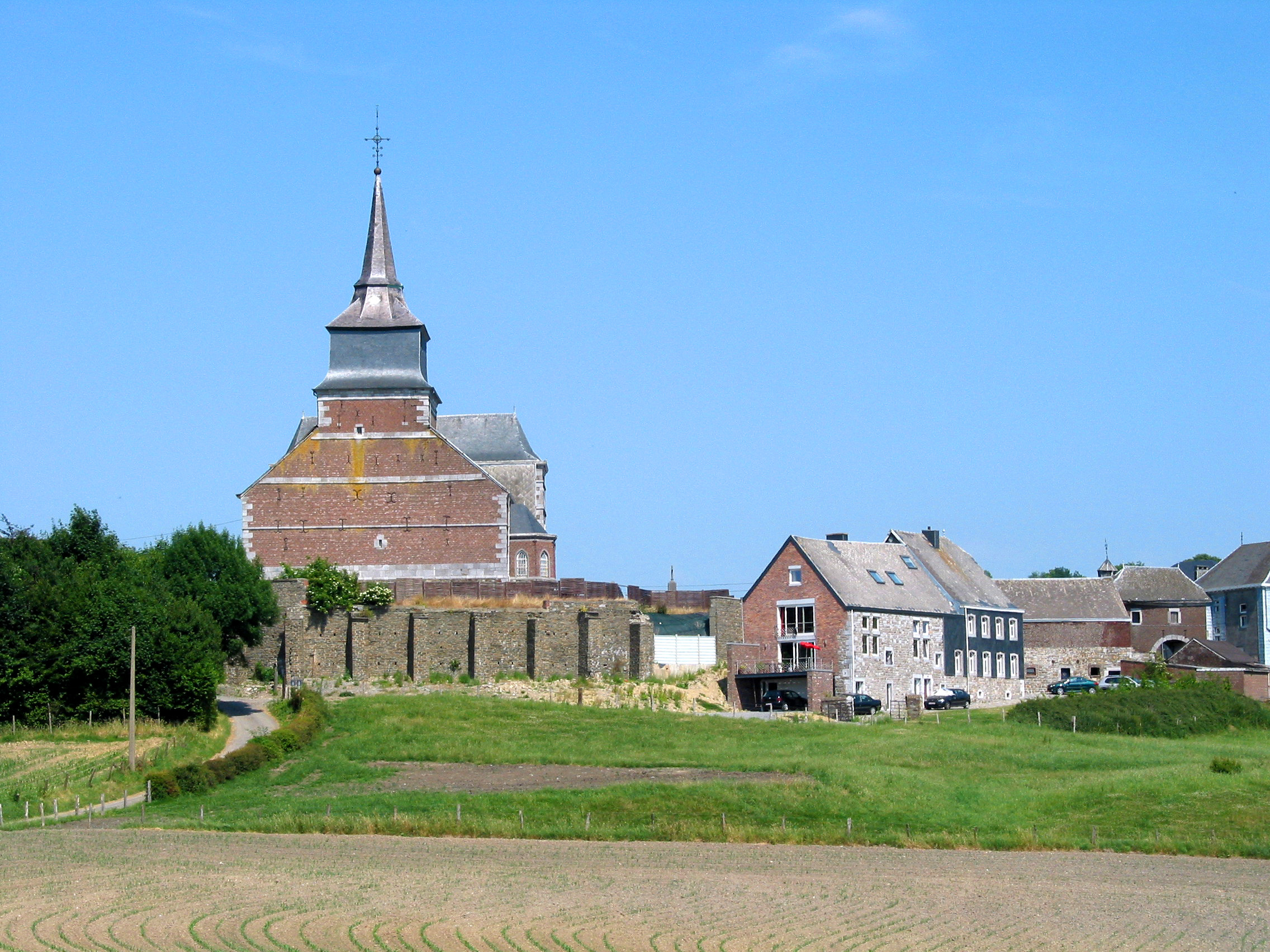
L’église Saint-Jacques-le-Majeur (XVIIIe siècle) et les vieilles maisons typiques du village.
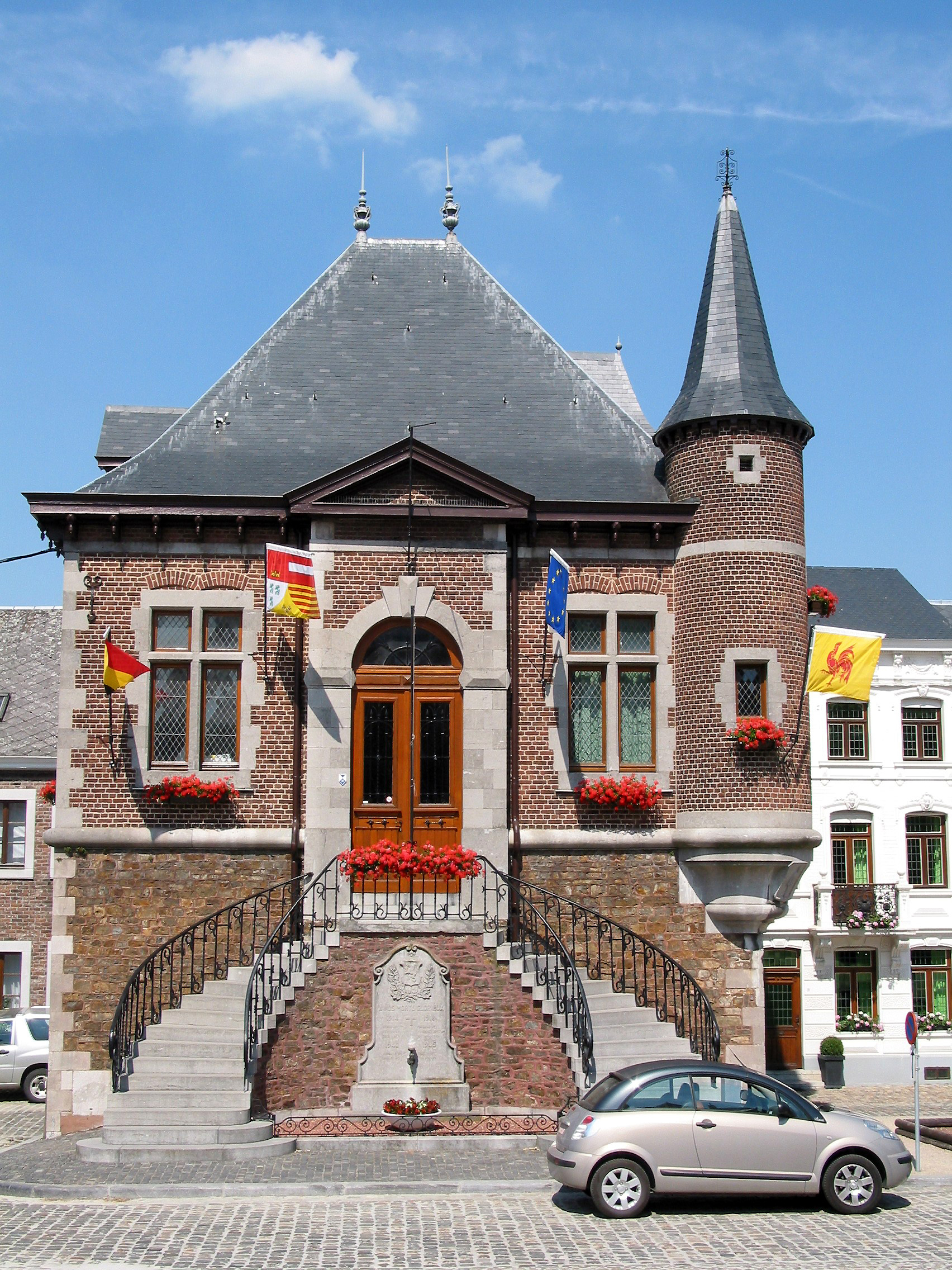
Façade de l’hôtel de ville (1888).
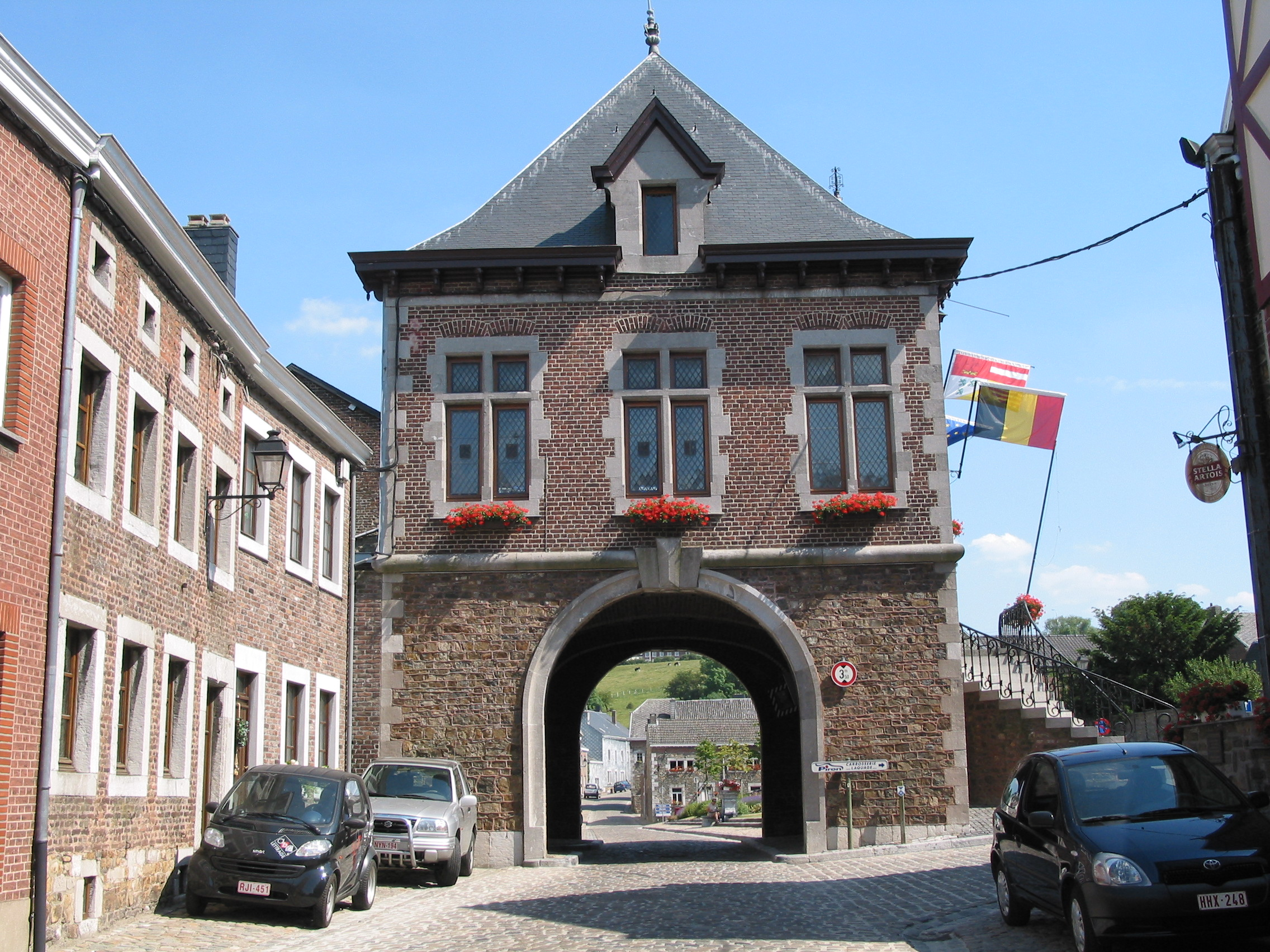
L'hôtel de ville (1888) et son porche surplombant la rue.
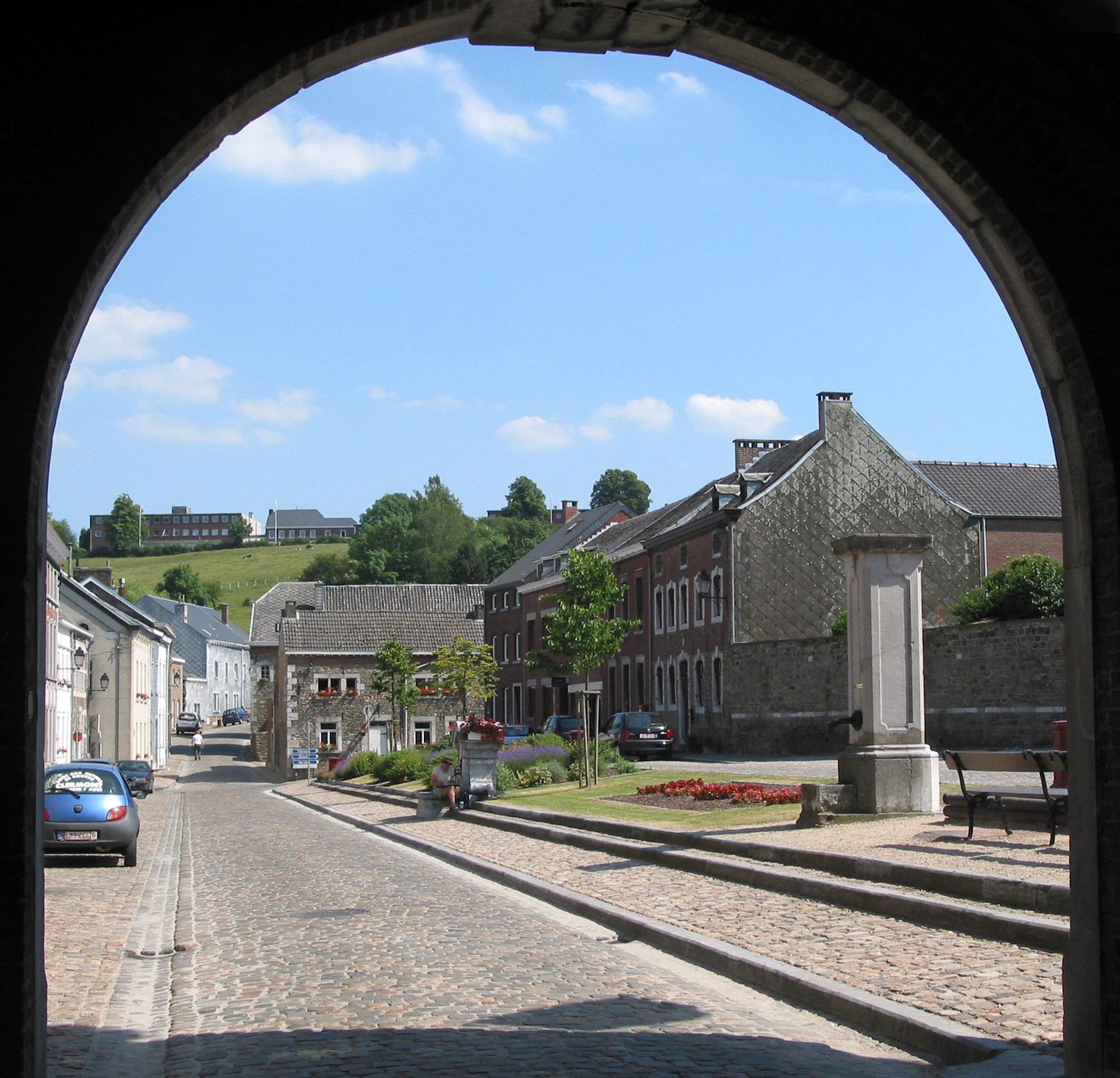
Porche de l'hôtel de ville (1888) surplombant la rue d'accès au bourg.
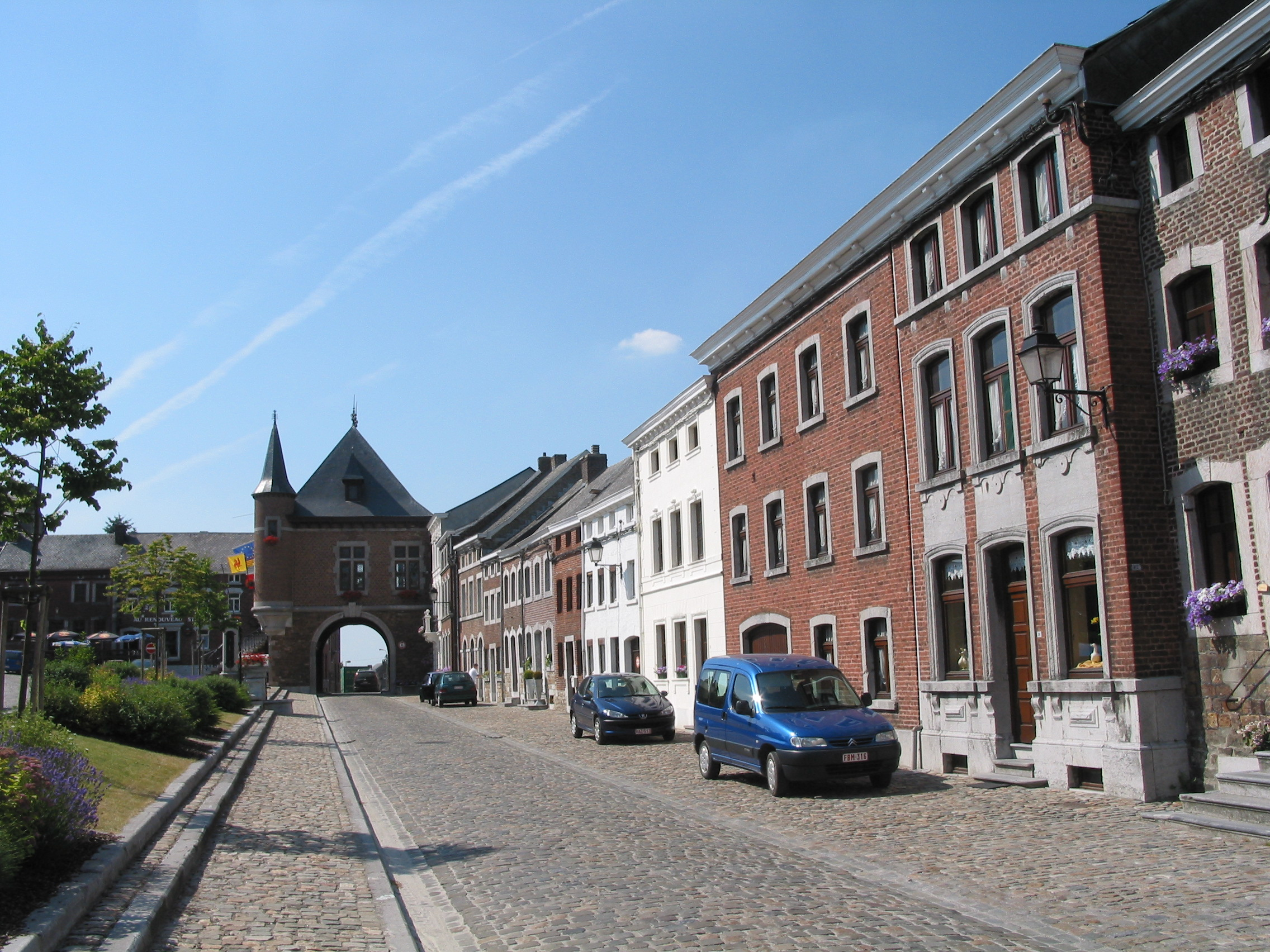
Les vieilles maisons typiques de la Place de Halle et l'hôtel de ville (1888).
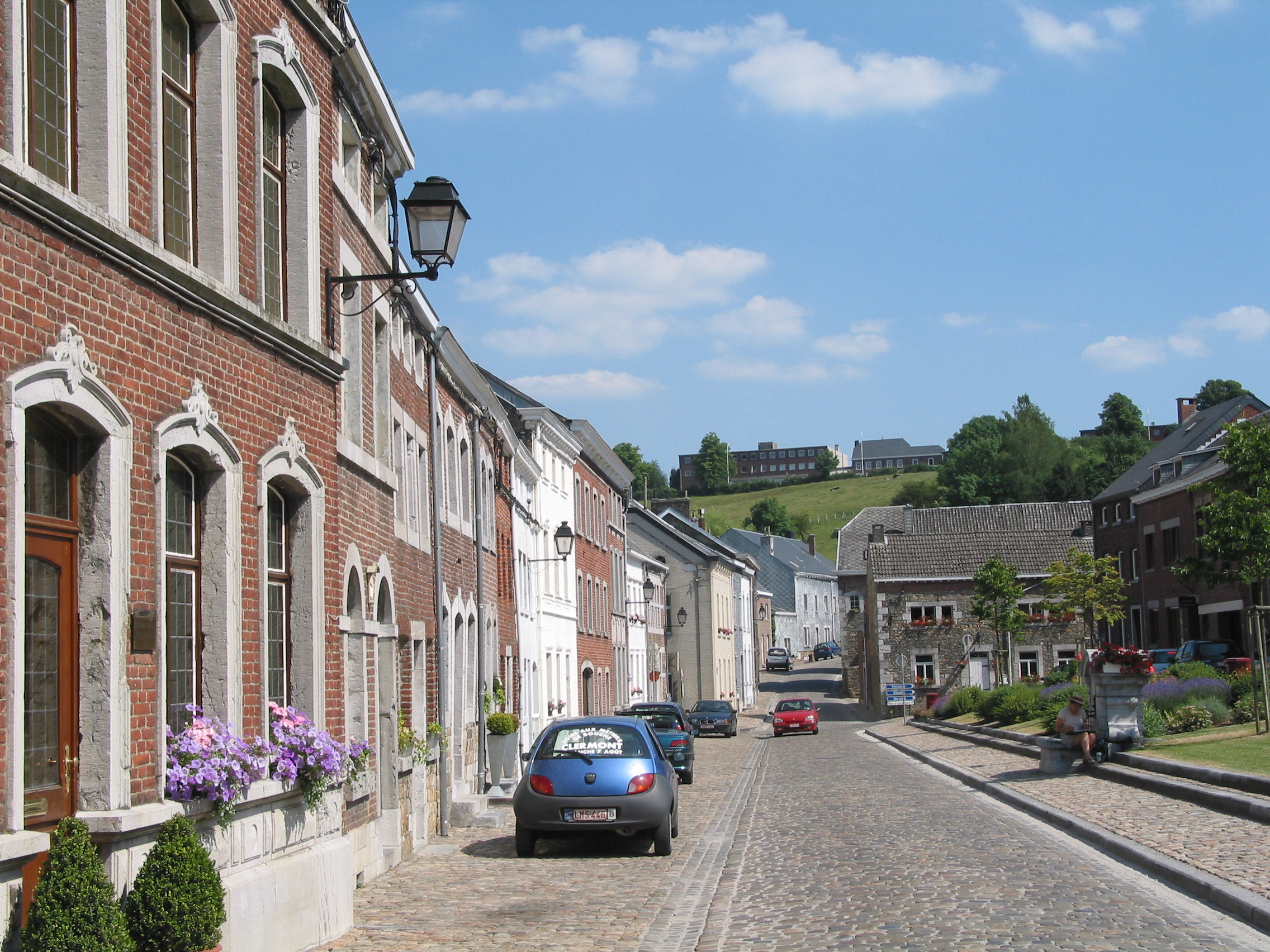
Maisons typiques de la place de la Halle.
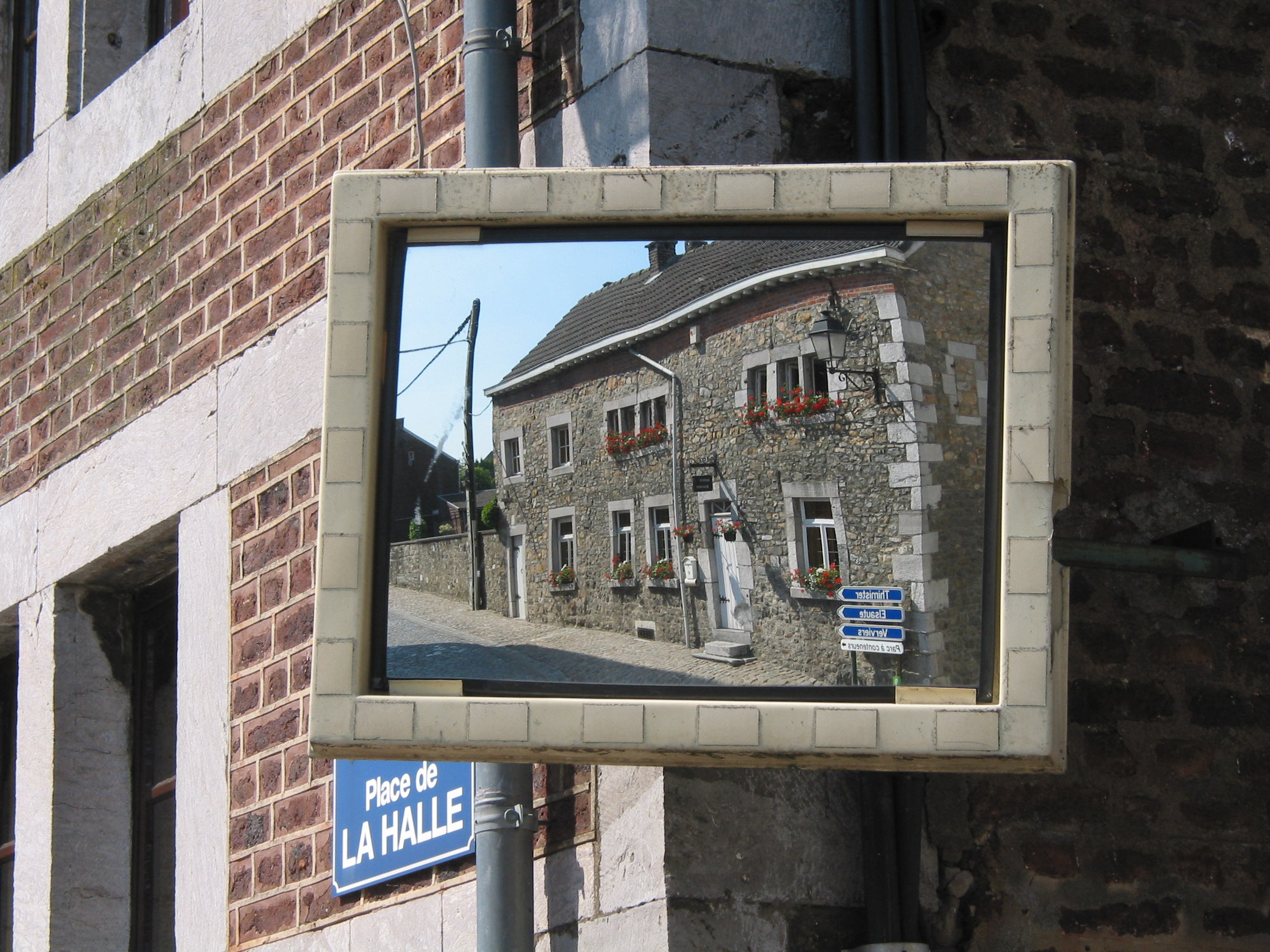
Vieille maison typique du village (XVIIIe siècle).
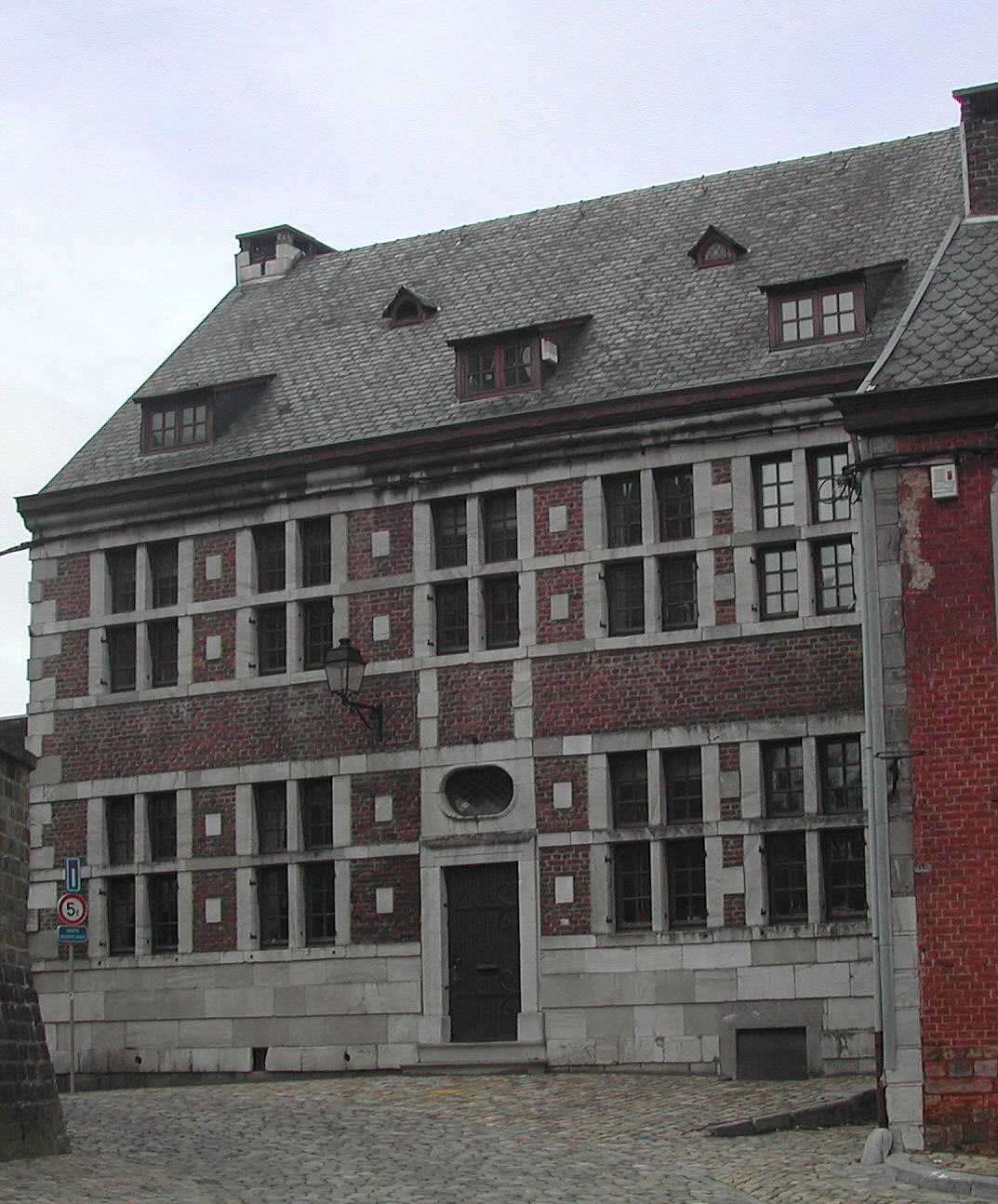
Maison en centre-ville.
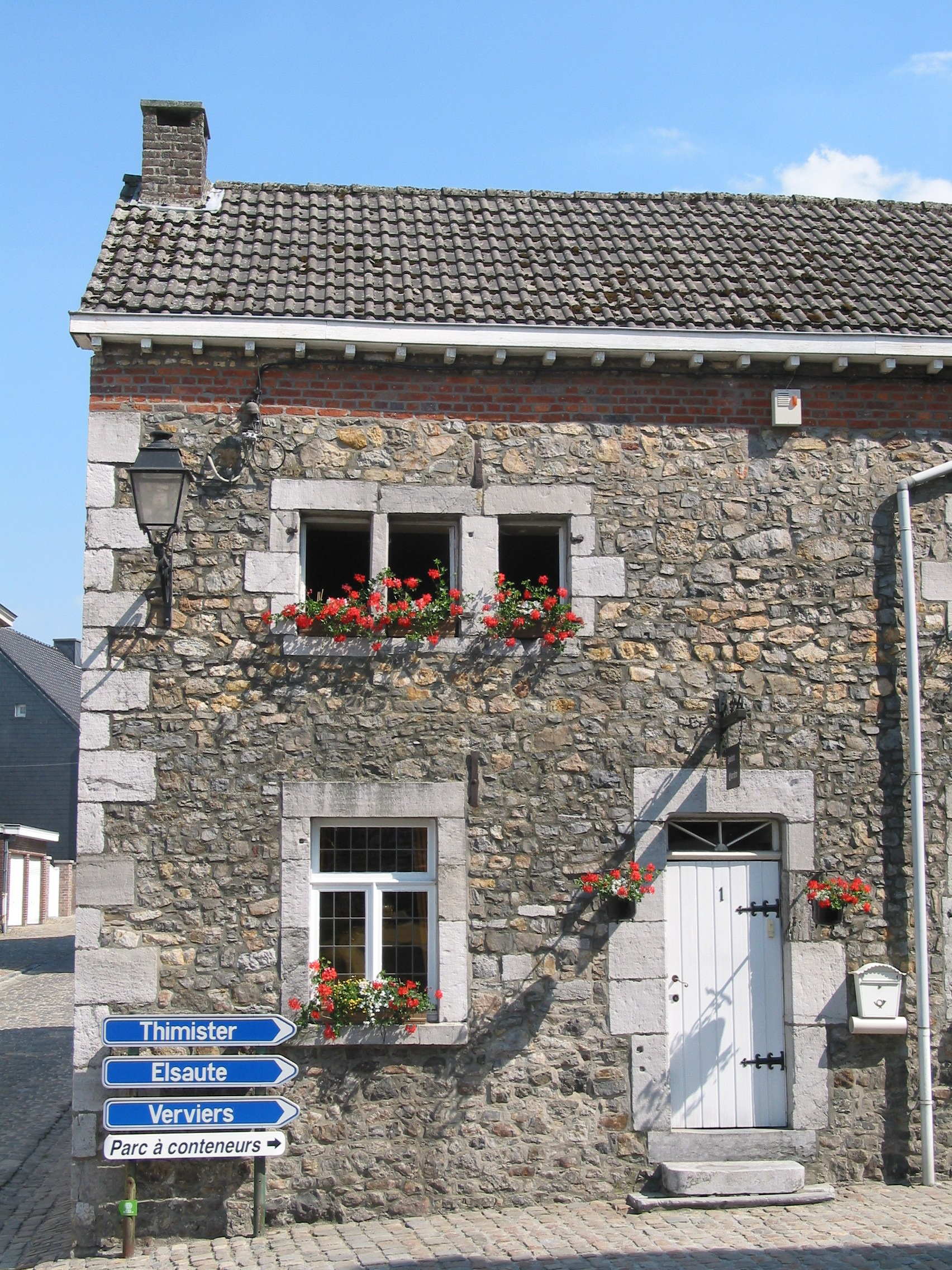
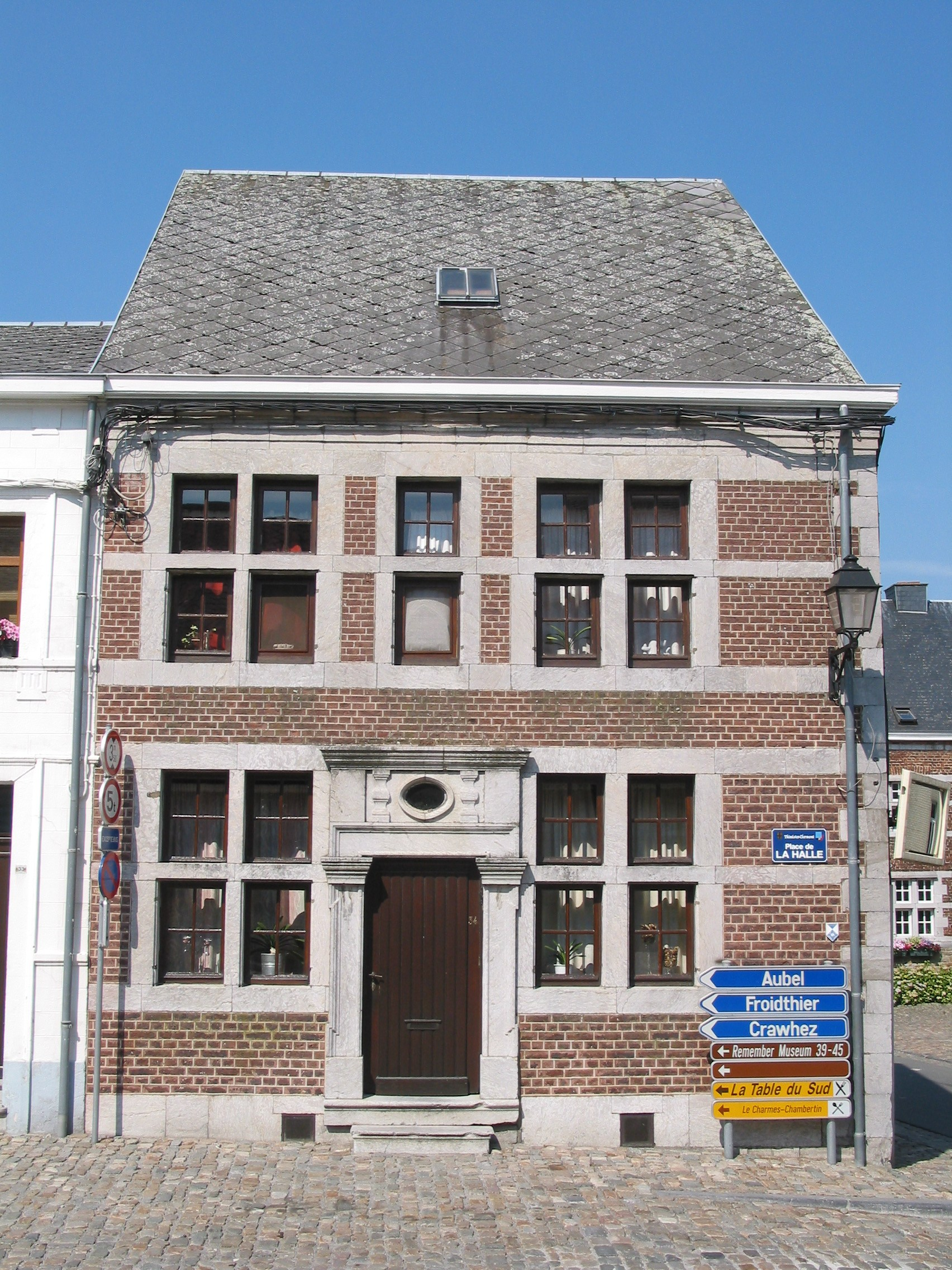

### Thimister

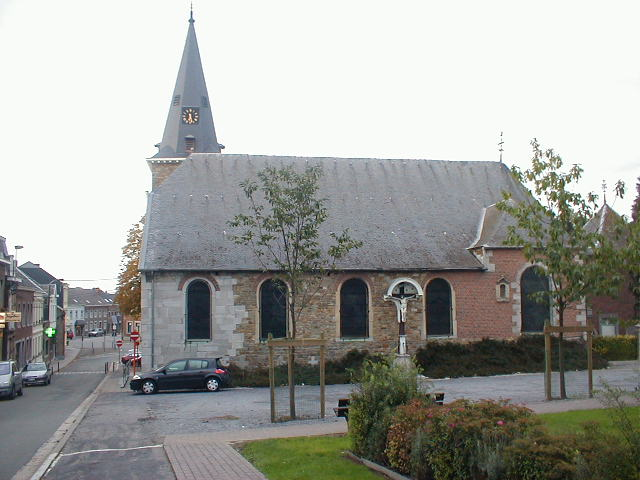
L'église St-Antoine l'Ermite.
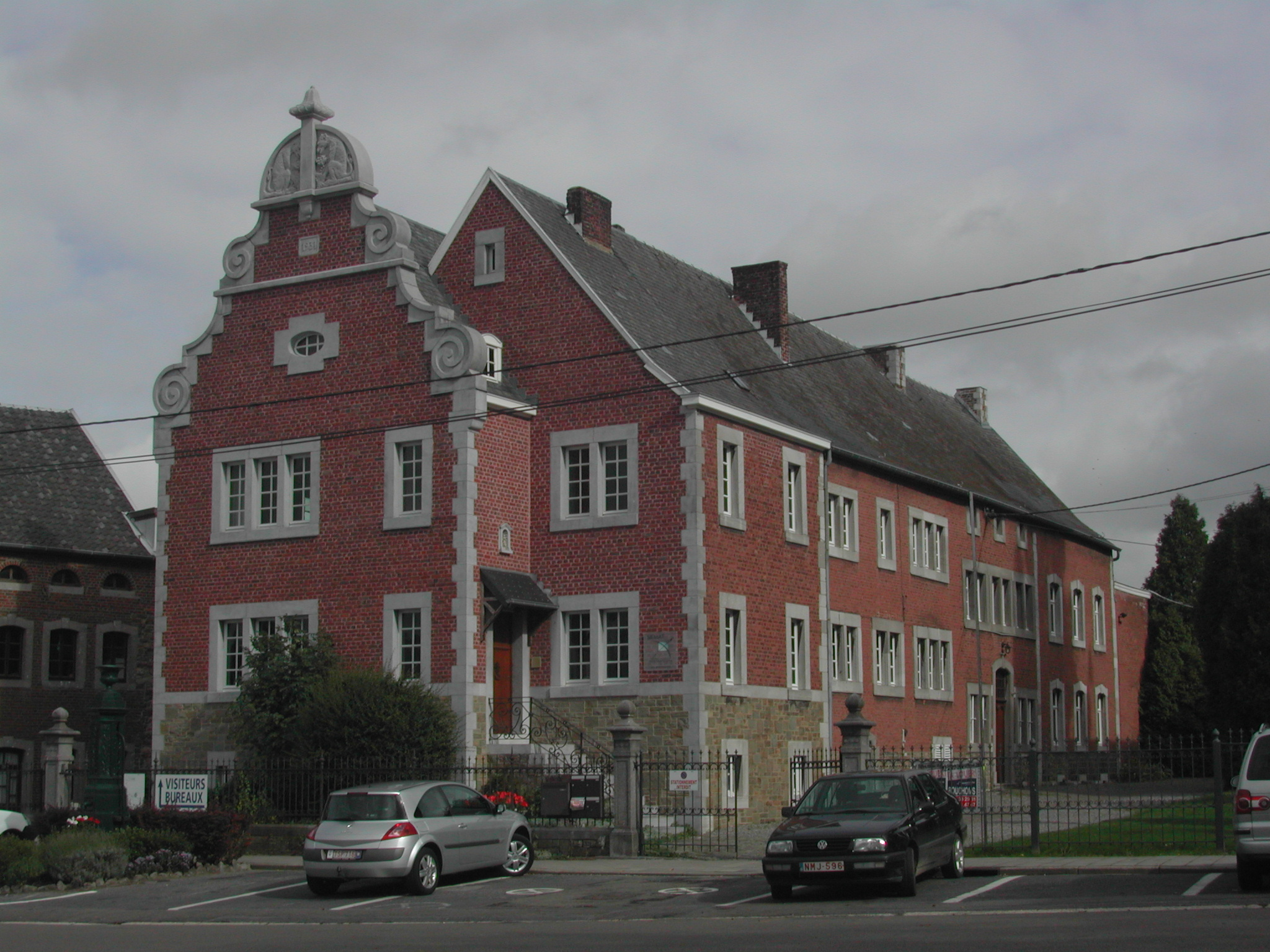
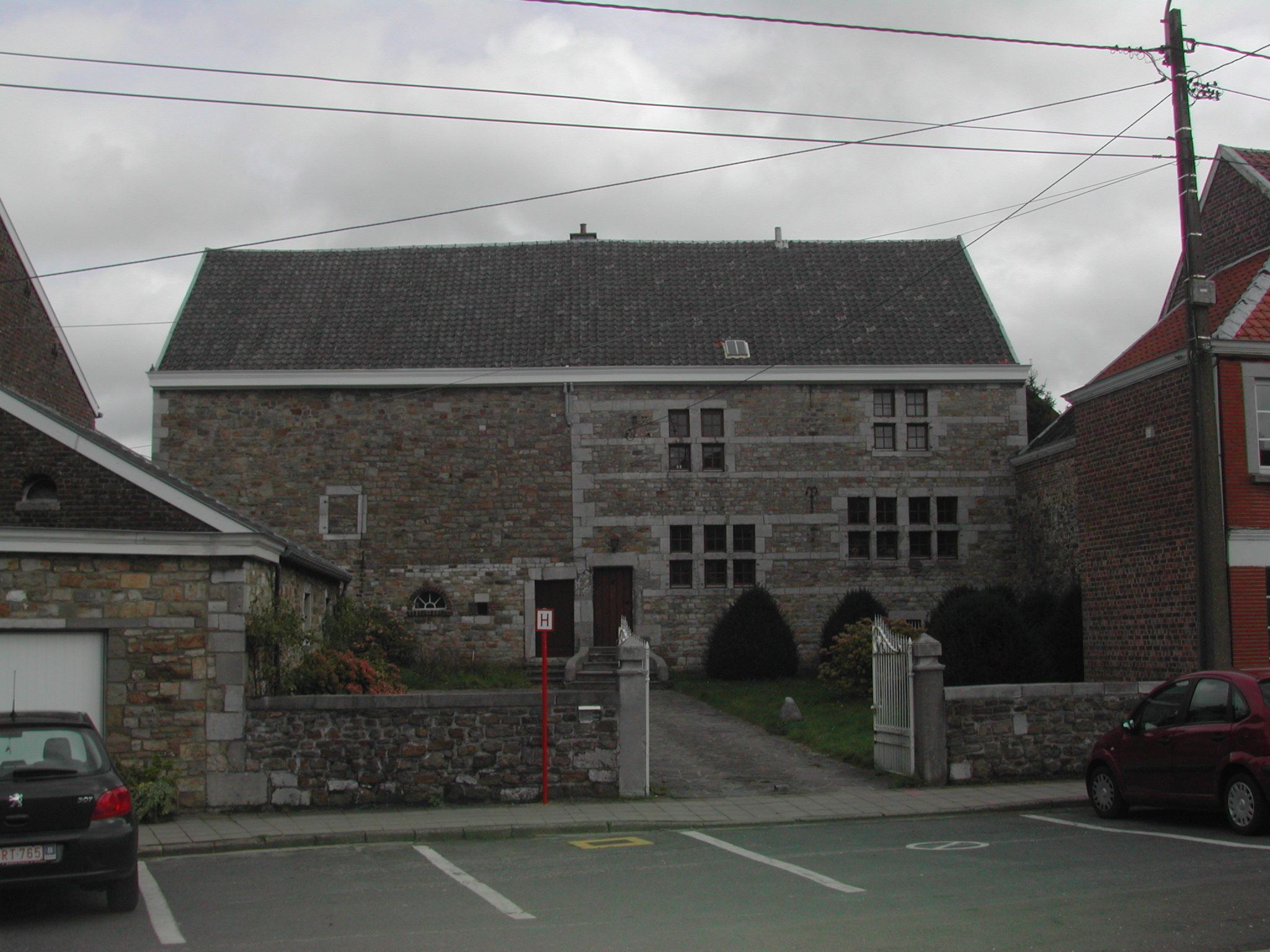
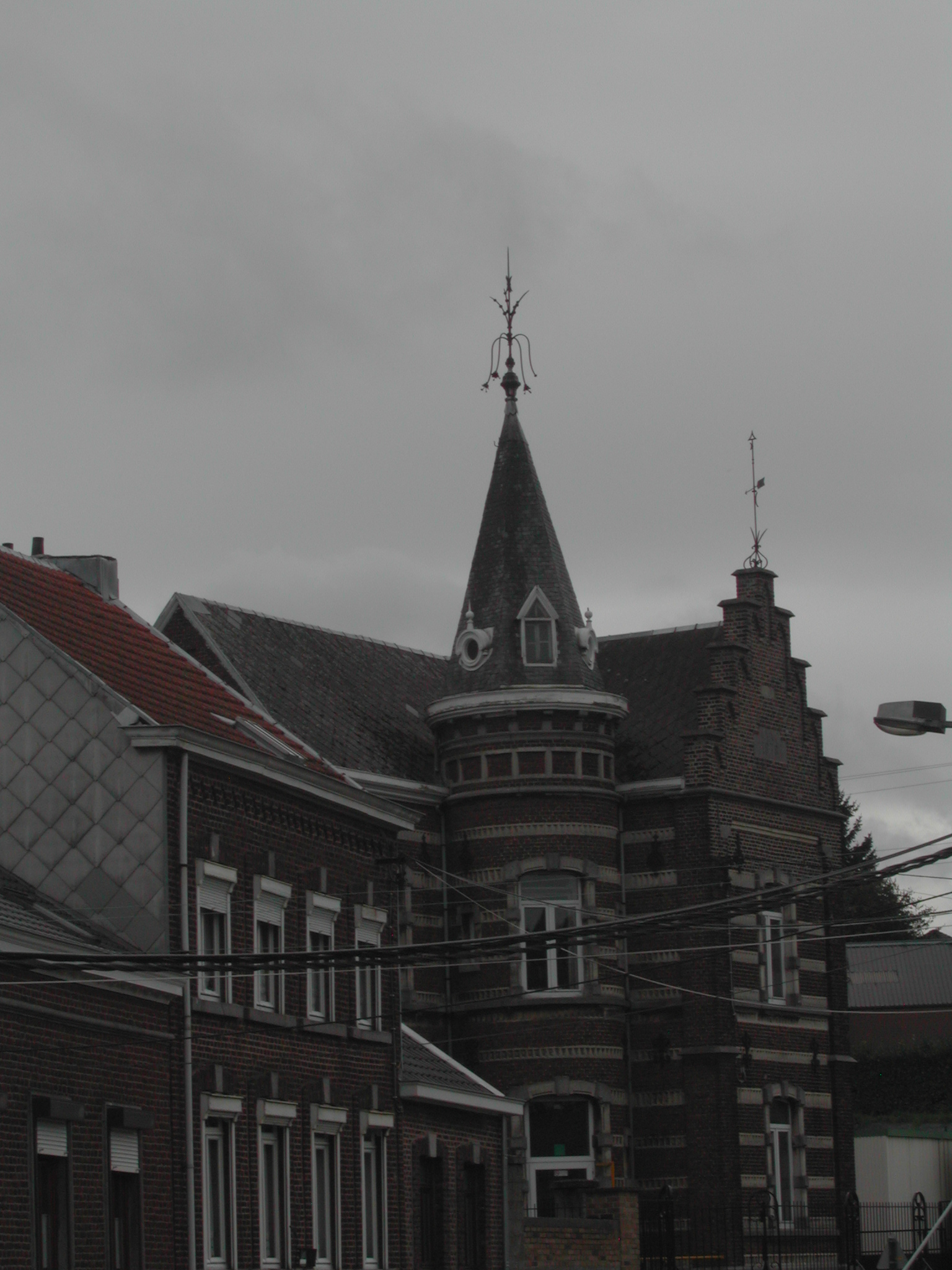
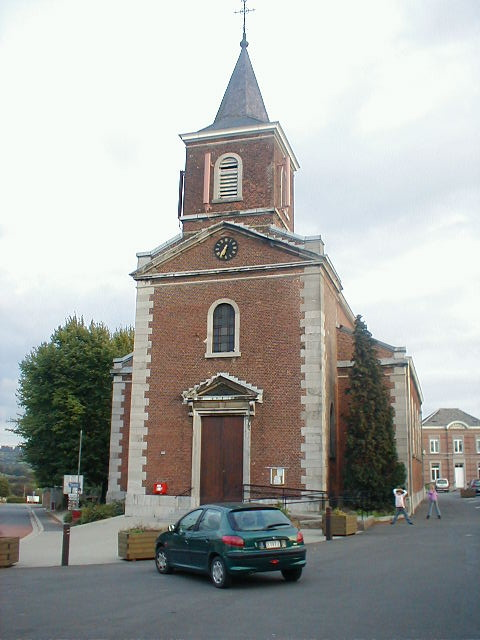
L'église de la Minerie.

## Personnalités liées à la commune
- Antoine Fonck (Verviers 1893 – Thimister 1914). Il est considéré comme étant le premier soldat belge (2e régiment de lanciers) tué lors de la première guerre mondiale. Un monument a été érigé à l'endroit où il a été tué.

- Marie-Rose Gaillard (Thimister 19 août 1944 – Aywaille 18 juin 2022). Coureuse cycliste, elle a été championne du Monde à Salo (Lac de Garde, Italie) en 1962 et championne de Belgique en 1966[3]. 
Elle a remporté 35 victoires au cours de sa carrière. Marie-Rose obtient la médaille d'Or du Mérite Sportif en 1967[réf. souhaitée].